# Fir Bolg
Nella mitologia irlandese, i Fir Bolg (indicati anche come Fir Bholg o Firbolg) erano uno dei popoli che vissero in Irlanda prima dell'arrivo dei Túatha Dé Danann, gli dèi dei celti gaelici. Creature sovrumane, con attributi a volte mostruosi, avevano sottratto l'Irlanda ai demoniaci Fomoriani e furono costretti a cederla ai Dé Danann dopo essere stati sconfitti nella Cét-chath Maige Tuired ("Prima battaglia di Mag Tuired").
Secondo recenti teorie storiche, i Fir Bolg altro non sarebbero che la trasposizione mitologica di quelle genti di stirpe celtica continentale (Belgi o Galli) che occuparono l'Irlanda prima dei Gaelici.

## Mitologia
Secondo la mitologia irlandese (Lebor Gabála Érenn) i Fir Bolg erano giunti in Irlanda in tre ondate: i Fir Bolg, i Fir Domnann e i Gaileanga. Questi tre popoli vengono però indicati genericamente come Fir Bolg. Al momento del loro arrivo l'Irlanda era praticamente disabitata. I precedenti occupanti, i Nemediani, erano stati massacrati dai Fomoriani, dèi-dèmoni dall'aspetto e dal comportamento mostruoso, facilmente accomunabili ai Titani della mitologia greca. I precursori dei Nemediani, le genti di Partholón, avevano strappato l'isola ai Fomoriani ma erano stati poi stroncati da una pestilenza.
I Fir Bolg, ormai padroni dell'Irlanda, vi si sparsero. La minaccia dei Fomoriani, tutt'altro che sedata, pare non gravasse su di loro come era invece valso per i loro predecessori.
Il sovrano dei Fir Bolg al tempo della conquista dell'Irlanda era, secondo la narrazione di Tuan mac Carell, parte del corpus Lebor Na Huidre ("Libro della Vacca Bruna"), Semion, figlio di Stariat. Secondo il Lebor Gabála Érenn furono però i figli di Dela, discendente di Nemed e quindi imparentato con i Nemediani già massacrati dai mostruosi Fomoriani, a dare il primo vero assetto politico all'isola, fondando i reami storici dell'Irlanda (1934 a.C. - AFM): Sláine mac Dela, il più giovane dei cinque, ebbe il Leinster, Gann il Munster del nord, Sengann il Munster del sud, Genann il Connacht e Rudraige l'Ulster. I fratelli scelsero Sláine come sovrano supremo.
Iniziato con un atto di grande concordia fraterna, il quarantennale dominio dei Fir Bolg sull'Irlanda venne invece caratterizzato da una serie ininterrotta di regicidii, intrighi e detronizzazioni violente.
Quando i Túatha Dé Danann giunsero in Irlanda dal Nord (1897 a.C. - AFM), il loro sovrano, Nuada, chiese ai Fir Bolg metà dell'isola per il suo popolo ma questi rifiutarono. I due popoli si scontrarono nella Battaglia di Mag Tuired, dove i Fir Bolg furono sconfitti e il loro re, Eochaid mac Eirc, ucciso dalla dea Morrigu. Tuttavia, visto l'eroismo mostrato da alcuni Fir Bolg (tra cui Sreng), i Tuatha concessero loro un quarto dell'isola dove vivere. I Fir Bolg scelsero il Connacht, nell'Irlanda nord-occidentale.
Nel Ciclo dell'Ulster, saga mitologica ambientata nel I secolo a.C., i Fir Bolg, comandati dal campione Ferdiad, figurano quali mercenari della regina Medb del Connacht nella saga Táin Bó Cúailnge. I discendenti di Semion ci vengono descritti come creature non prettamente umane: chiassosi giganti amanti della birra.

## Storia
È probabile che i Fir Bolg rappresentino, nella successiva mitologia irlandesi, quei popoli celtici di lingua ivernica (irlandese primitivo) che abitarono l'Irlanda prima dell'arrivo dei celti di lingua goidelica. I Fir Bolg hanno una probabile connessione con il popolo storicamente esistito dei Belgi, conosciuti in Gallia e Britannia, e con i Builg del Munster (Irlanda sud-occidentale). I Fir Domnann, invece, vengono connessi ai Dumnoni, mentre i Gaileanga ai Laigin, che diedero il nome al Leinster da loro dominato (Irlanda sud-orientale).
Molte altre, comunque, sono le teorie sull'origine dei Fir Bolg: come quella secondo cui, una volta sottomessi dai Gaelici, sarebbero divenuti la classe più bassa della società, quella dei lavoratori manuali (tanto che "Fir Bolg" sarebbe una corruzione di "Breeches-Wearers": cioè, appunto, lavoratori manuali).

## Nella cultura di massa
- Firbolg è il nome di un tipo di gigante nel gioco di ruolo Dungeons & Dragons.
- I Firbolg sono una razza del reame di Hibernia nel videogioco Dark Age of Camelot.

### Fonti

#### Fonti medievali
- Annali dei Quattro Maestri, ed. [e] tr. John O'Donovan (seconda edizione, 1856), Annála Rioghachta Éireann. Annals of the Kingdom of Ireland by the Four Masters... with a Translation and Copious Notes, sette volumi, Dublino, Royal Irish Academy.
- Lebor Gabála Érenn, XI secolo.
- Nennio, Historia Brittonum, IX secolo.

#### Fonti moderne
- Céitinn, Seathrún (ca. 1634), Foras Feasa ar Éirinn, edizione a cura di Comyn, D. [e] Dineen, P.S. (1902-1914), Irish Texts Society.
- D'Arbois de Jubainville, Henri (1903), Irish mythological cycle and celtic mythology, Dublino, Hodges, Figgis & Co., Ltd.

### Studi
- Jouët, Philippe (2007), Aux sources de la mythologie celtique, Fouesnant, ISBN 2-914855-37-0.
- MacKillop, James (1998), Dictionary of Celtic Mythology.
- Rolleston, T.W. (1998), I miti celtici, Milano, TEA, ISBN 88-7818-496-9.